# Fritz Dinger
Pour les articles homonymes, voir Dinger.
Friedrich Fritz August Dinger, né le 22 janvier 1827 à Wald (aujourd'hui à Solingen) et mort le 11 août 1904 à Düsseldorf, est un peintre et graveur prussien de l'école de Düsseldorf.

## Biographie
Fritz Dinger naît le 22 janvier 1827 à Wald.
En 1849 il entre à l'Académie des beaux-arts de Düsseldorf. Son professeur le plus important est Joseph von Keller. En tant qu'élève, il participe à la production d'images de dévotion d'inspiration nazaréenne pour le compte de la Vereins zur Verbreitung religiöser Bilder (Société pour la diffusion des images religieuses), fondée en 1841.
En 1856 Dinger quitte l'Académie des Beaux-Arts et ouvre son propre atelier à Düsseldorf. Il y travaille comme artiste indépendant jusqu'à l'éclatement de la guerre franco-allemande de 1870. Il devient célèbre pour ses peintures et gravures sur cuivre attrayantes. Le fils de Fritz Dinger, Otto, est également un peintre de l'École de peinture de Düsseldorf.
Au printemps 1878, Fritz Dinger entreprend un voyage d'étude d'un an à Rome pour étudier les maîtres anciens. Au printemps 1879, il retourne à Düsseldorf. 
Il meurt le 11 août 1904 dans cette ville.

## Œuvres
- S. Wilhelmus (d'après Andreas Müller)
- Die Nonnen (d'après Theodor Mintrop)

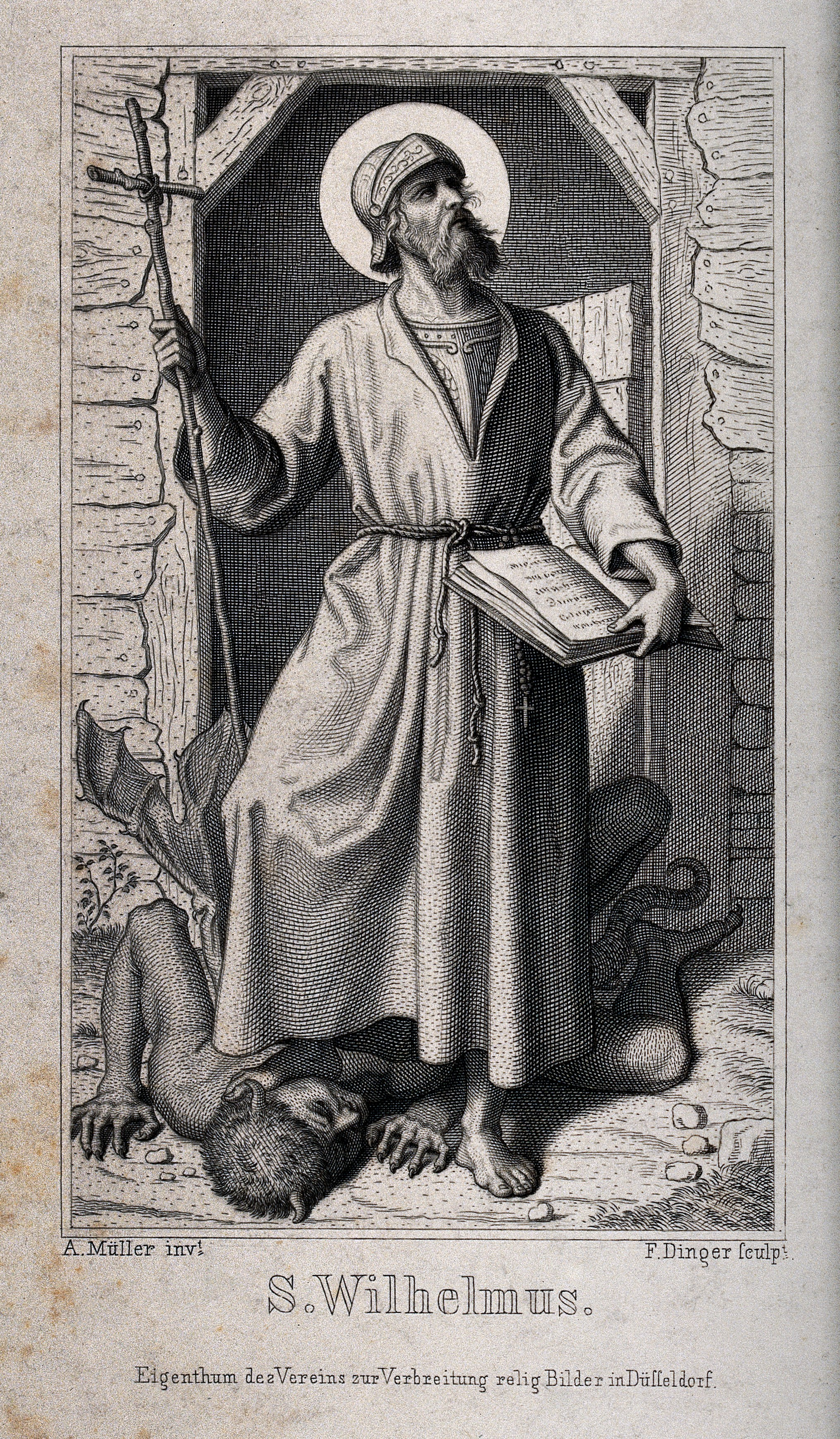
S. Wilhelmus (d'après Andreas Müller)

- Cromwell und seine Anhänger bei Milton (d'après Emanuel Leutze)
- Cromwell am Krankenbett seiner Tochter (d'après Julius Schrader)
- An der Klosterpforte (d'après August Siegert)
- Blumen auf den Weg gestreut (d'après Christian Eduard Boettcher (de))
- Fern der Heimat (d'après Ernst Bosch)
- Selbstporträt (d'après Raffael)
- Aus vergangenen Zeiten (d'après Friedrich Hiddemann (de))
- Vor dem Kampfe / Nach dem Kampf (d'après Christian Kröner)
- Unangenehme Überraschung (d'après Benjamin Vautier)